# José Luis Aguilar y Cía.
José Luis Aguilar y Cía. fue una editorial española, ubicada en Valencia y fundada por el editor homónimo, que en 1943 editó siete colecciones de tebeos. Destacó entre las de la posguerra española, por la lujosa presentación de sus productos, que combinada con la deficiente distribución hizo que tuviese tan breve vida.

## Colecciones de tebeos
| Título                 | Año  | Guionista | Dibujante | Ejemplares | Tamaño  | Precio facial en pesetas |
| ---------------------- | ---- | --------- | --------- | ---------- | ------- | ------------------------ |
| Aguilar (Monográficos) | 1943 | Varios    | Varios    | 3?         | 17 x 24 |                          |